# Glycaspis suavis
Glycaspis suavis är en insektsart som beskrevs av Moore 1961. Glycaspis suavis ingår i släktet Glycaspis och familjen rundbladloppor. Inga underarter finns listade i Catalogue of Life.